# Okulary korekcyjne

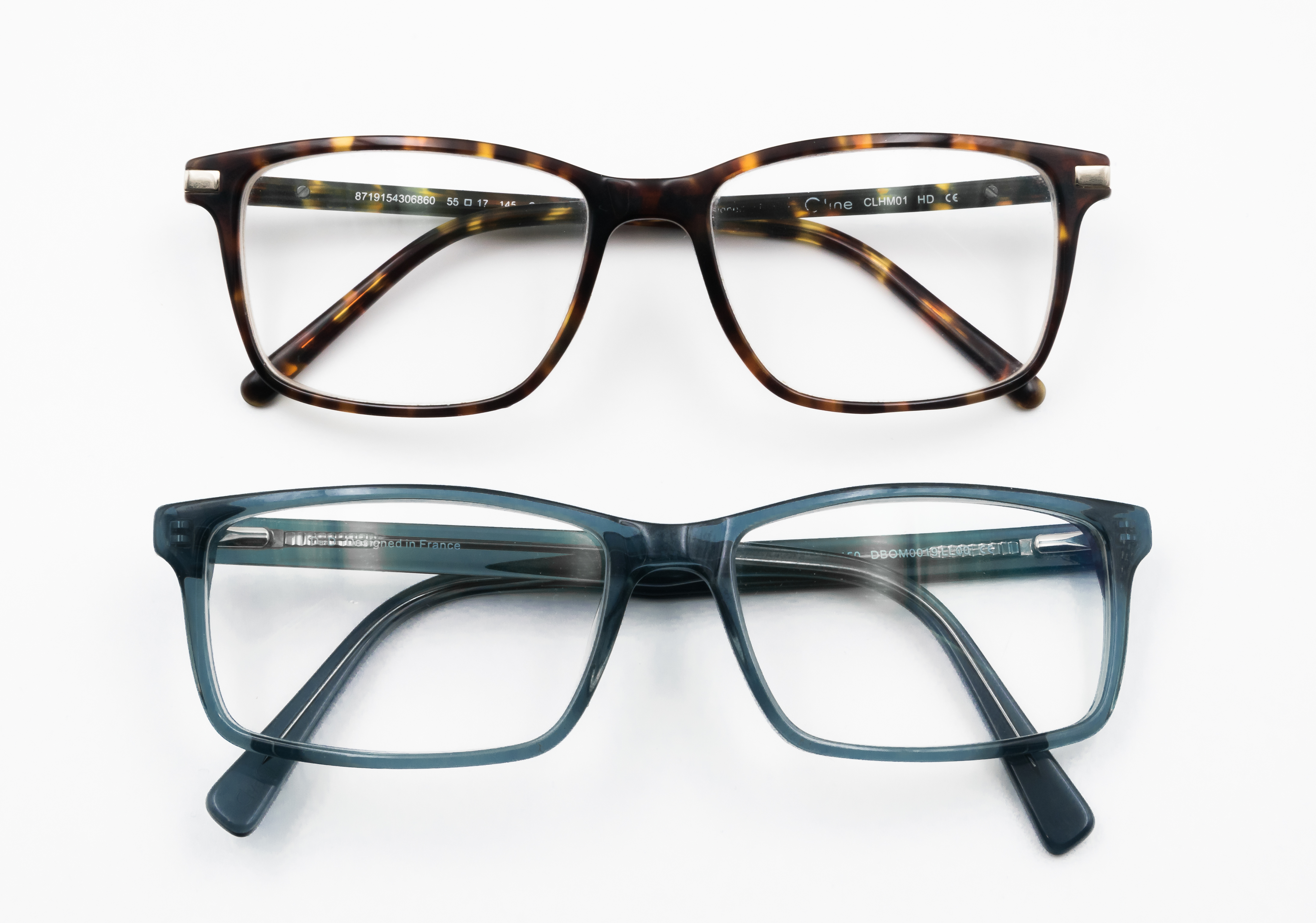
Okulary korekcyjne

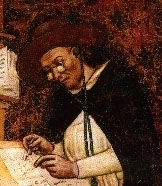
Hugues de Saint-Cher w okularach (portret z 1352)

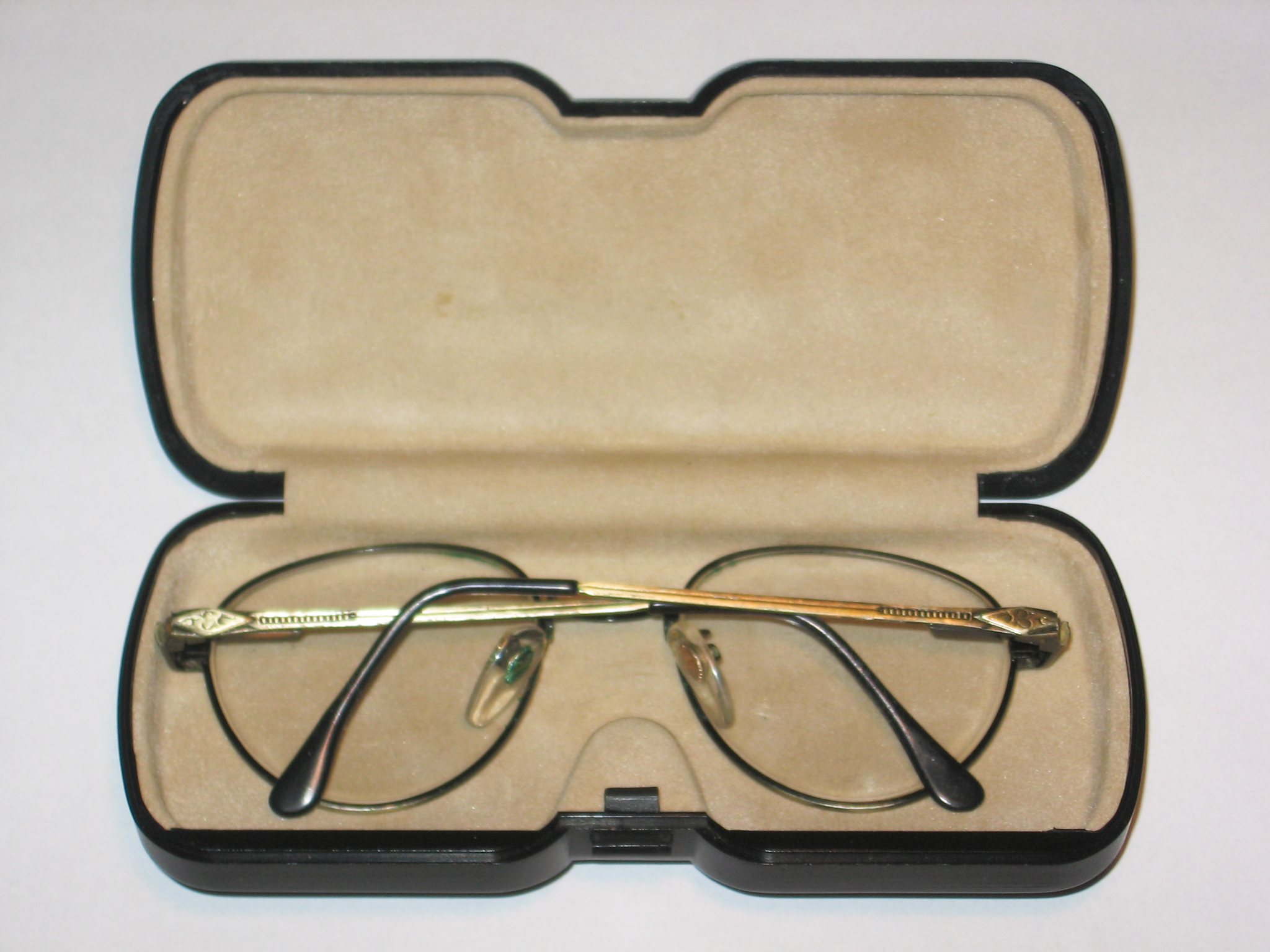
Okulary w specjalnym futerale (etui)

Okulary korekcyjne – przyrząd optyczny znoszący lub zmniejszający skutki wrodzonej lub nabytej wady wzroku, takiej jak nadwzroczność, krótkowzroczność, astygmatyzm (niezborność), czy starczowzroczność.

## Historia
Dokładna historia wynalezienia okularów nie jest znana. Przypuszcza się, że ich wynalazcą jest angielski filozof Roger Bacon. O tym, że przez szkło widzi się lepiej, wiedziano już w starożytności, o czym świadczy fakt, że rzymski cesarz Neron oglądał walki gladiatorów przez specjalnie wyszlifowany szmaragd.
Pierwsze przyrządy, które można by nazwać okularami, pojawiły się już w X wieku u Arabów. W tym samym czasie Chińczycy poprawiali ostrość wzroku patrząc przez kryształy.
W Europie okulary korekcyjne pojawiły się w XIV wieku. Były jednak bardzo niedokładne, co uległo zmianie w XVI wieku, kiedy Jan Kepler dokonał przełomowych odkryć w dziedzinie optyki. Stały się one symbolem mądrości i bogactwa ze względu na wygórowaną cenę. Początkowo składały się one z jednej soczewki. Beniamin Franklin skonstruował okulary dwuogniskowe.
W 1752 roku James Escott opatentował okulary przeciwsłoneczne. Pomysł ten nie był jednak nowy. Inuici od starożytności używali wydrążonych kości i drewna do ochrony przed ślepotą śnieżną. Oprawki zmieniały się wraz z panującą modą (np. binokle). Rozpowszechniły się wraz z modą lat 20. XX wieku. Przełomem konstrukcyjnym w produkcji okularów było wprowadzenie do użycia plastikowych soczewek. Stały się wówczas tańsze, bardziej trwałe i powszechnie dostępne. Kolejny przełom stanowiło wynalezienie w 1959 roku przez firmę Essilor – pierwszej soczewki progresywnej. Jest to soczewka, która dzięki swej konstrukcji pozwala na komfortowe patrzenie na różne odległości poprzez tzw. płynną zmianę mocy soczewki od mocy korekcji do dali poprzez moce do odległości pośrednich aż po korekcję do czytania. Z upływem czasu konstrukcje soczewek progresywnych zmieniały się i wykorzystując najnowsze osiągnięcia technologiczne zapewniały użytkownikom coraz większy komfort.

## Okulary obecnie
Największymi producentami i eksporterami okularów są Włochy, drugie miejsce zajmuje Hongkong. Obecnie okulary bywają często zastępowane soczewkami kontaktowymi. W 2015 roku, w Stanach Zjednoczonych soczewki nosiło 41 milionów osób.
Obecnie na rynku działa wiele firm zajmujących się produkcją zarówno szkieł, jak i oprawek okularowych. Ich ceny wahają się od kilku złotych – od prostych – szerokodostępnych, do niekiedy wartych kilka tysięcy złotych. Ich projektowaniem zajmują się także profesjonalni projektanci mody. W Polsce największe zakłady optyczne produkujące szkła okularowe znajdują się w Warszawie – firma Essilor, w Gdyni oraz Jeleniej Górze, na świecie do najbardziej znanych producentów należy Essilor, Carl Zeiss, Hoya, Rodenstock czy BOD.